# Руафьё
Руафьё (фр. Roiffieux, окс. Reifiòc) — коммуна во Франции, находится в регионе Рона — Альпы. Департамент коммуны — Ардеш. Входит в состав кантона Южный Анноне. Округ коммуны — Турнон-сюр-Рон.
Код INSEE коммуны — 07197.
Коммуна расположена приблизительно в 440 км к юго-востоку от Парижа, в 65 км южнее Лиона, в 55 км к северу от Прива.

## Население
Население коммуны на 2008 год составляло 2703 человека.
| 1962 | 1968 | 1975 | 1982 | 1990 | 1999 | 2008 |
| ---- | ---- | ---- | ---- | ---- | ---- | ---- |
| 872  | 1181 | 1761 | 2180 | 2285 | 2453 | 2703 |

## Администрация
| Период | Период | Фамилия     | Партия | Должность |
| ------ | ------ | ----------- | ------ | --------- |
| 2001   | 2008   | Анри Гайяр  |        |           |
| 2008   |        | Морис Бершю |        |           |

## Экономика
В 2007 году среди 1732 человек в трудоспособном возрасте (15—64 лет) 1192 были экономически активными, 540 — неактивными (показатель активности — 68,8 %, в 1999 году было 73,5 %). Из 1192 активных работали 1110 человек (602 мужчины и 508 женщин), безработных было 82 (35 мужчин и 47 женщин). Среди 540 неактивных 141 человек были учениками или студентами, 221 — пенсионерами, 178 были неактивными по другим причинам.

## Достопримечательности
- Замок Брожьё[фр.] (XIV век)
- Замок Жапперенар[фр.]
- Замок Лака
- Церковь Сен-Мартен-де-Тур с восьмиугольной колокольней XII века

## Фотогалерея

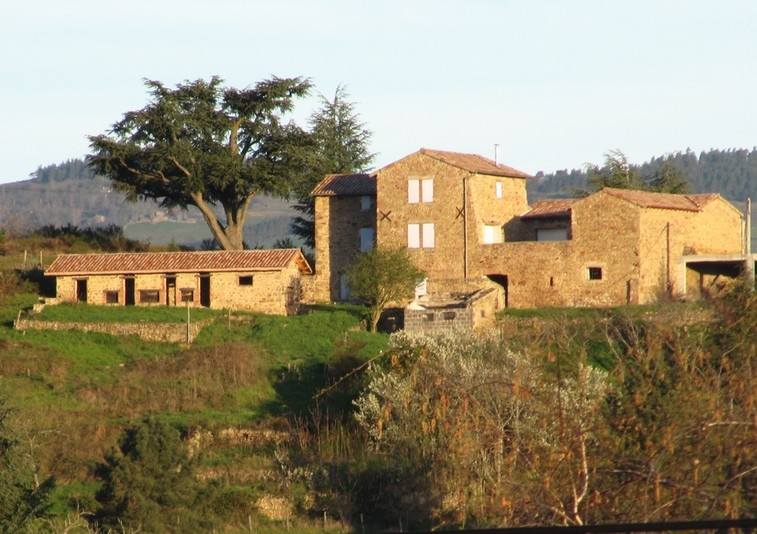
Ферма в Руафьё
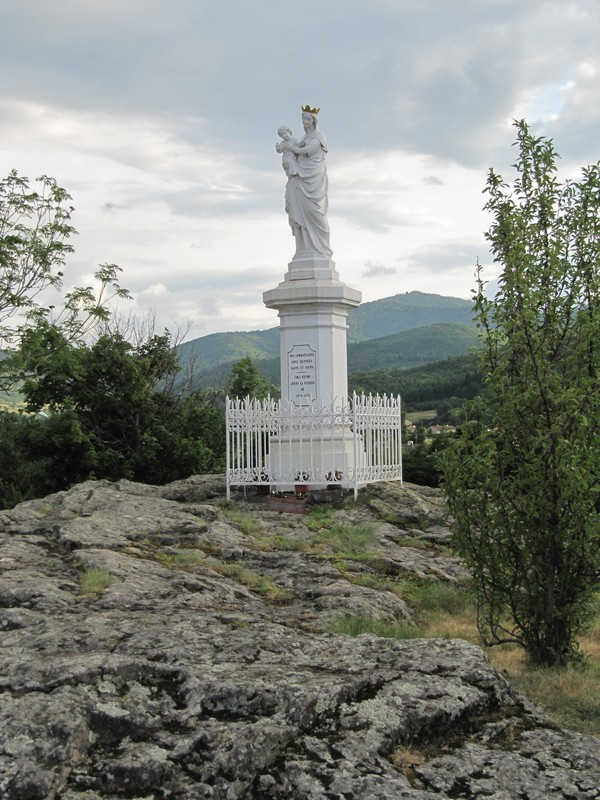
Статуя Мадонны
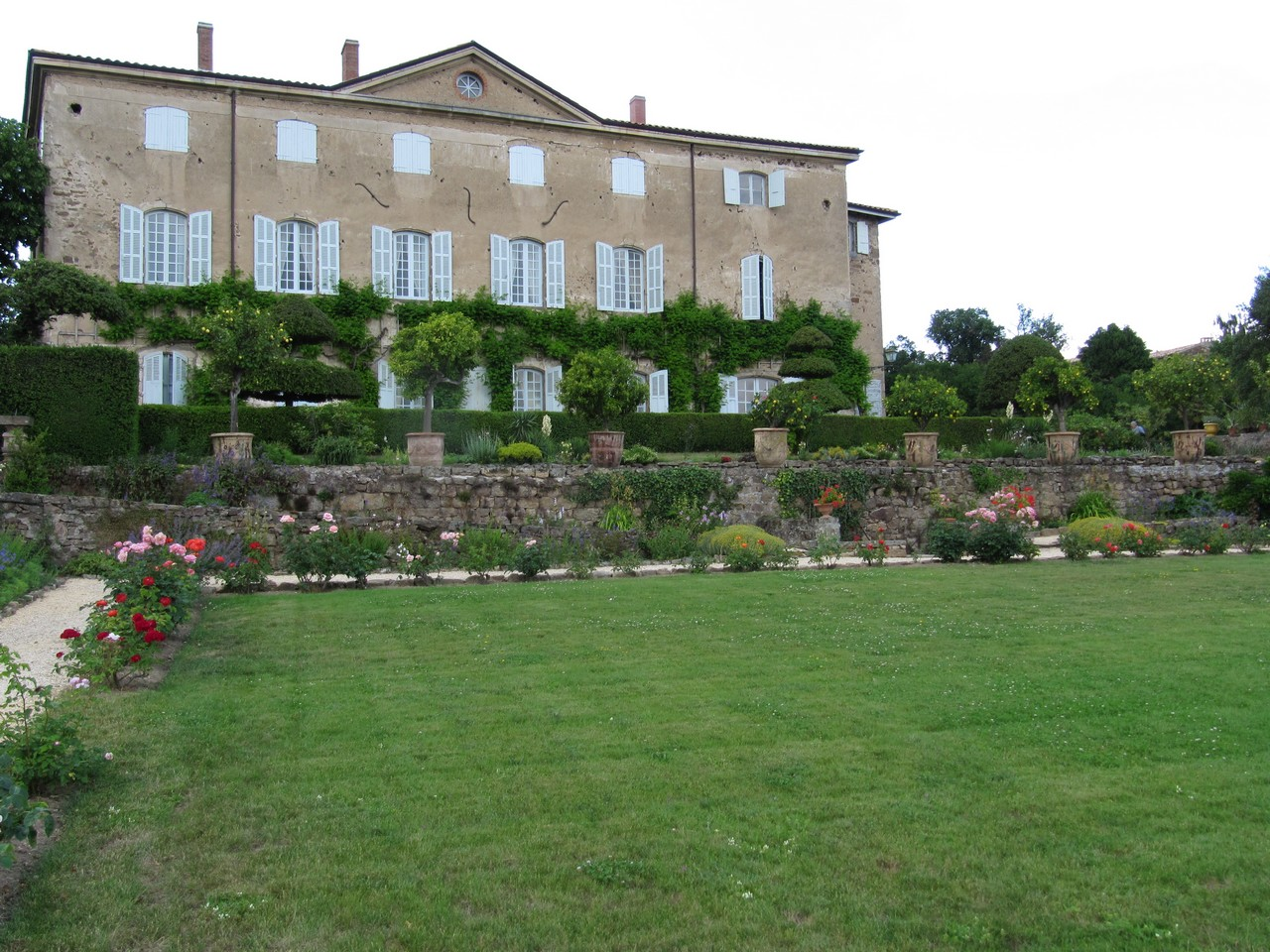
Замок Брожьё
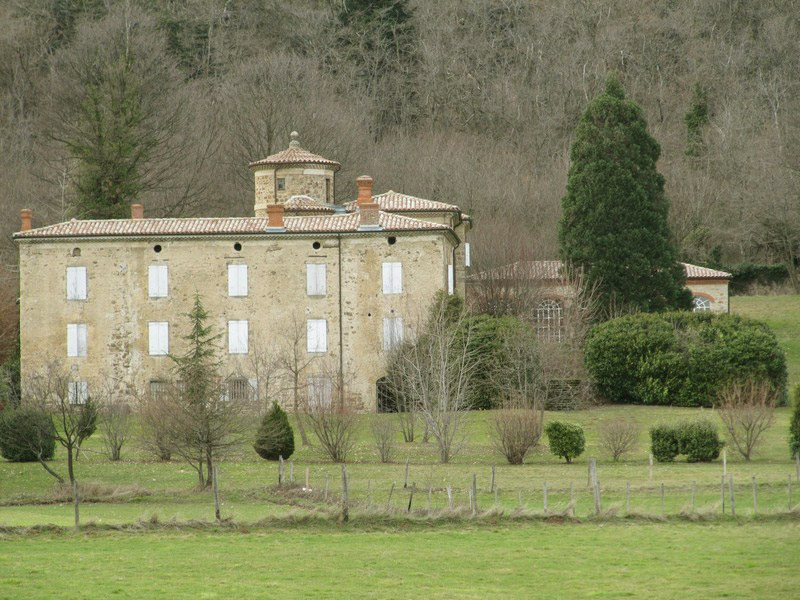
Замок Жапперенар